# モツゴ属
モツゴ属 Pseudorasbora は、コイ目コイ科の1属である。モツゴなどが属する。

## 分類
細谷和海 (1989) は、形態的特徴からカマツカ亜科を「（新）カマツカ亜科」「モロコ亜科」「ヒガイ亜科」に分割し、本属は「ヒガイ亜科」に含むものとした。しかし、その後ミトコンドリアDNAによる系統解析の結果、「（新）カマツカ亜科」が単系統にならないことがわかり、現在この分類は用いられていない。

## 構成種
いずれも東アジアに分布する。日本にはモツゴ、シナイモツゴ、ウシモツゴの3種が分布する。
モツゴ Pseudorasbora parva (Temminck et Schlegel, 1846)
日本、中国、台湾、朝鮮半島、アムールに棲息する。さらに適応性が高いため、移入種として世界各地に分布する。
シナイモツゴ Pseudorasbora pumila Miyadi, 1930
全長8cmほど。モツゴよりもずんぐりした体つきをしていて、側線が体の前半部にしかないことで区別する。日本の固有種で、関東地方から東北地方に分布していたが、モツゴの移入や環境の変化によって関東地方では絶滅し、東北地方でも生息地が減少している。和名は宮城県中部にあった品井沼（しないぬま）に由来する。宮城県でもモツゴと置き換わって姿を消してしまったと見られていたが、1993年に鹿島台町で再発見され保護活動が行われている。絶滅危惧IA類 (CR)（環境省レッドリスト）（2007年）。
ウシモツゴ Pseudorasbora pugnax (Kawase et Hosoya, 2015)
全長7cmほど。シナイモツゴよりやや小型で、体側に黒色縦条がないことで区別する。濃尾平野の一部だけに生息し、モツゴの移入や環境変化によって絶滅の危機にある。絶滅危惧IA類 (CR)（環境省レッドリスト）（2007年）。
Pseudorasbora elongata Wu, 1939
体側に太い黒色縦条が入る。ムギツクに似ており、近縁という説もある。中国の漓江や長江流域に分布する。
Pseudorasbora fowleri Nichols, 1925
中国産
Pseudorasbora interrupta Xiao, Lan et Chen, 2007
中国産